# Rąpin

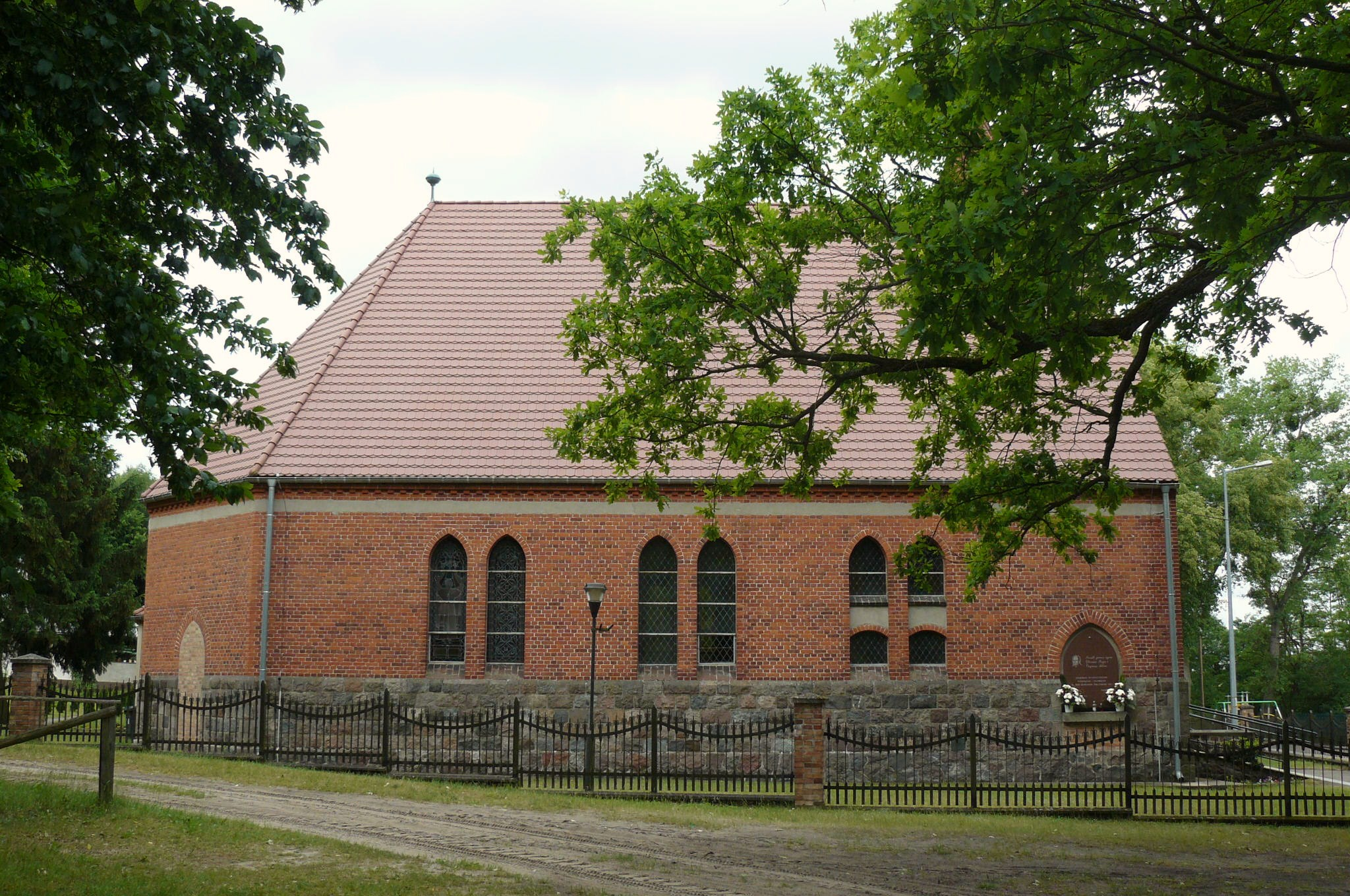
Kirche

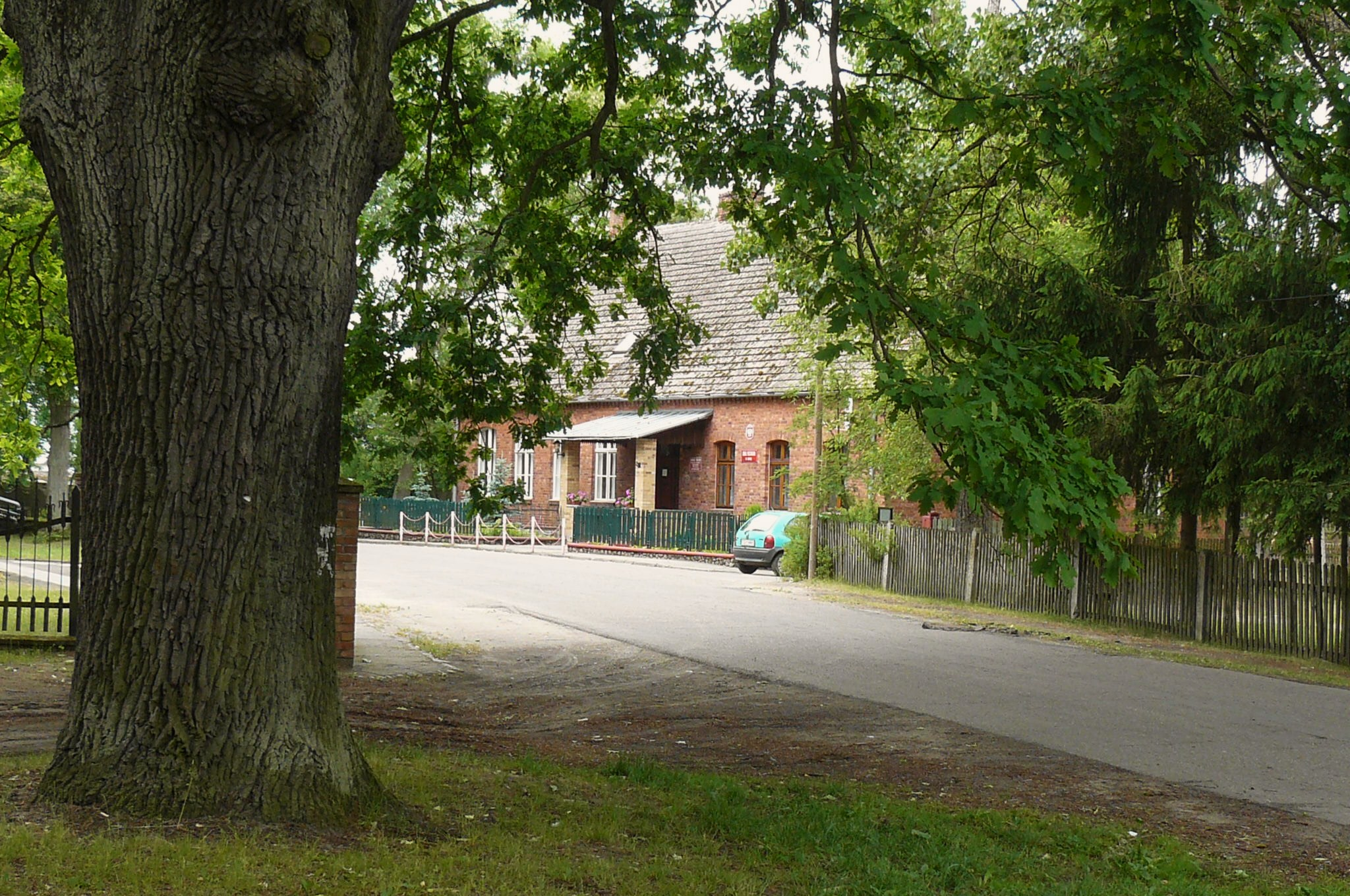
Ehemalige Schule mit Kaiser-Wilhelm I-Eiche

Rąpin (deutsch Eschbruch) ist ein Ort in der Stadt-Land-Gemeinde Drezdenko in der Woiwodschaft Lebus in Polen. 2011 lebten hier 463 Einwohner.
Rąpin liegt an der Straße von Drezdenko (Driesen) nach Międzychód (Birnbaum).

## Geschichte
Der Ort Eschbruch wurde 1747 als Kolonistendorf mit Zuwanderern aus Holland und einigen Polen gegründet. Er sollte zur Trockenlegung des Netzebruchs beitragen und gehörte zum Amt Driesen in der Neumark. Seit 1816 war er in den Kreis Friedeberg Neumark in der Provinz Brandenburg im Königreich Preußen eingegliedert.
Zwischen 1816 und 1853 hatte der Ort eine Pfarrkirche bekommen, zum Pfarrsprengel gehörten auch Marienthal und Modderwiese.
1945 kam der Ort zu Polen und heißt seitdem Rąpin.

## Sehenswürdigkeiten und Denkmäler
- Pfarrkirche, 1898–1903 erbaut, seit 1945 römisch-katholische Pfarrkirche Mariä Himmelfahrt, seit 1994 von Augustiner-Chorherren vom Lateran (Laterankanonikern) genutzt; Altar, Kanzel, Taufstein und Orgel aus der Erbauungszeit erhalten